# Giove in forma di cigno con Elena e Polluce

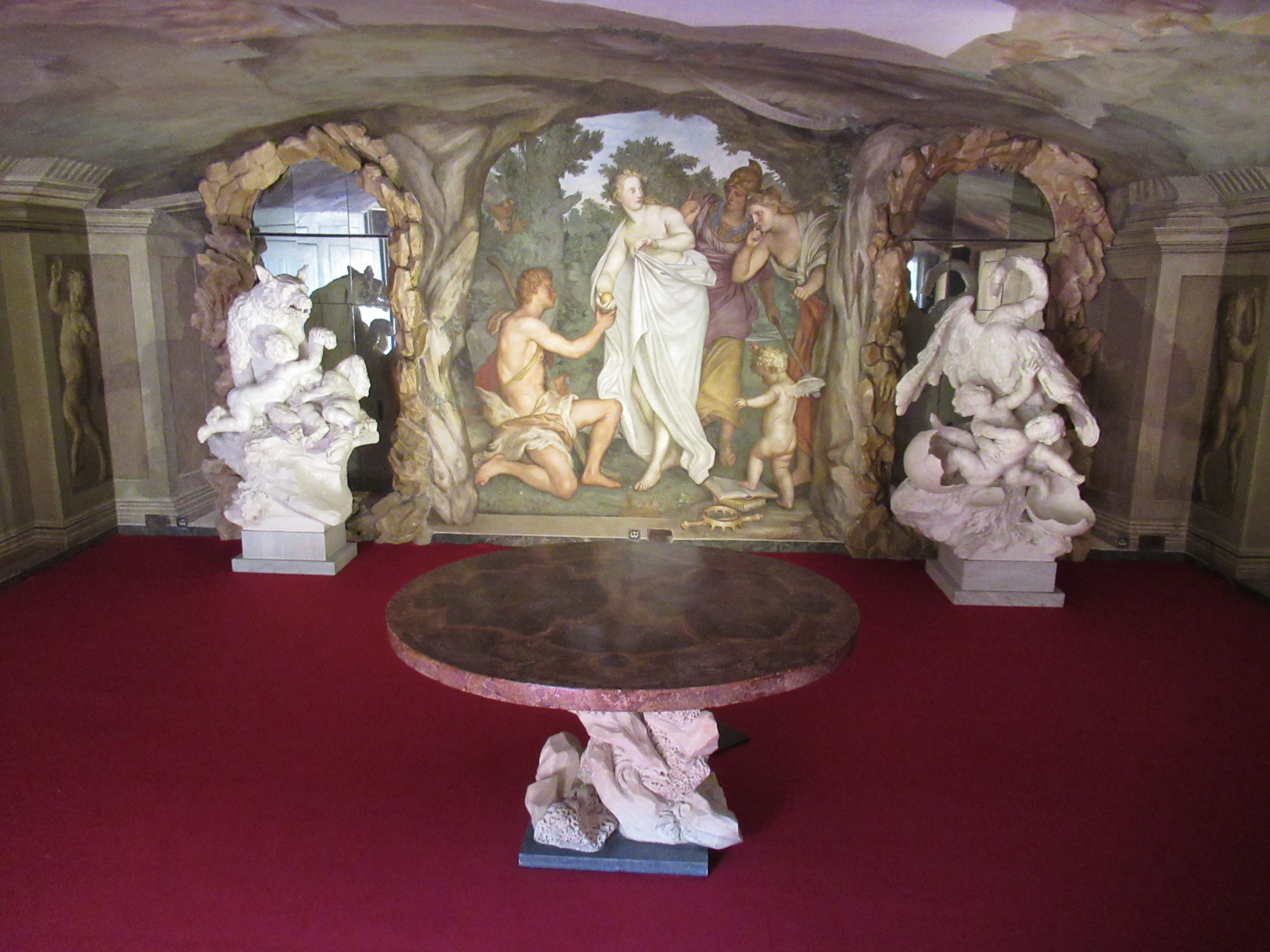
Palazzo Rosso - Sala del giudizio di Paride

Giove in forma di cigno con Elena e Polluce è un gruppo marmoreo realizzato dallo scultore genovese Bernardo Schiaffino intorno al 1707. L'opera, scolpita in marmo, è attualmente conservata presso Palazzo Rosso, parte dei Musei di Strada Nuova a Genova.

## Descrizione
Il gruppo scultoreo illustra un mito classico, secondo cui Giove, sotto forma di cigno, si unisce a Leda, generando l'uovo da cui nascono il dioscuro Polluce e la bellissima Elena. La scultura, caratterizzata da una realizzazione virtuosistica, era originariamente destinata anche a fungere da fontana.
Questa scultura, insieme al suo pendant La lupa con Romolo e Remo, realizzato da Francesco Biggi, è stata creata appositamente per decorare la Sala della Grotta, situata nelle mezzarie di Anton Giulio II Brignole Sale, tra il primo e il secondo piano nobile di Palazzo Rosso.
L'intero apparato decorativo della sala, progettato da Domenico Parodi e destinato a fungere da sala da pranzo, narra la fondazione di Roma attraverso figure femminili. Entrambi i gruppi marmorei erano collocati in apposite nicchie rivestite di alabastro e originariamente fungevano da fontane, come testimoniato dallo storico dell'arte Carlo Giuseppe Ratti. Tuttavia, le fontane probabilmente non vennero utilizzate frequentemente, poiché nessuna delle due sculture mostra evidenti segni di dilavamento.
L'effetto scenografico delle fontane era studiato per stupire gli ospiti, nascondendo il meccanismo che faceva sgorgare l'acqua. Quest'ultima fluiva dalle fauci della lupa nel gruppo di Romolo e Remo, scorrendo verso la base, dove erano disposti pietre e minerali di varie tipologie, creando un suono vario e musicale.
L'opera fu commissionata agli inizi del XVIII secolo come parte di un raffinato programma decorativo voluto da Anton Giulio II Brignole-Sale per il suo appartamento privato. L'episodio della nascita di Elena rappresenta il prologo di una narrazione mitologica che attraversa l'intera sala, culminando con la rappresentazione di eventi chiave delle origini di Roma.
Oltre ai due gruppi marmorei principali, la stanza comprendeva un tavolo ovale con un piano in alabastro antico, probabilmente proveniente da Roma. Il piano era sostenuto da un unico piede in marmo scolpito a simulare l'aspetto di una roccia, in linea con il tema naturalistico della sala.
Il gruppo scultoreo entrò a far parte delle collezioni pubbliche genovesi nel 1874 grazie a una donazione di Maria Brignole Sale De Ferrari, duchessa di Galliera.